# Wołodymyr Owsijenko
Wołodymyr Wołodymyrowycz Owsijenko, ukr. Володимир Володимирович Овсієнко (ur. 30 października 1978 roku w Użhorodzie) – ukraiński piłkarz, grający na pozycji bramkarza.

## Kariera piłkarska
W 1994 rozpoczął karierę piłkarską w klubie Zakarpattia Użhorod. Na początku 1997 przeszedł do CSKA Kijów, ale bronił barw tylko drugiej drużyny. W 2000 został piłkarzem Polissia Żytomierz, ale nie zagrał żadnego meczu i potem występował w amatorskiej drużynie FK Pereczyn, po czym powrócił do Zakarpattia Użhorod, w barwach którego 11 października 2001 debiutował w Wyższej lidze. Zimą 2005 został zaproszony przez trenera Ołeksandra Zawarowa do Metalista Charków. Zagrał tylko 3 mecze i latem 2005 powrócił do Zakarpattia Użhorod. Latem 2006 przeszedł do FK Ołeksandrija. Na początku 2008 podpisał kontrakt z Obołonią Kijów. Po roku zmienił klub na Naftowyk-Ukrnafta Ochtyrka. Na początku 2010 wyjechał za granicę, gdzie przez pół roku bronił barw węgierskiego klubu Spartacus Nyíregyháza. Ale latem 2009 powrócił do PFK Oleksandria, w którym zdobył awans do Premier-lihi. Na początku stycznia 2012 opuścił klub z Oleksandrii.

## Sukcesy i odznaczenia

### Sukcesy klubowe
- mistrz Pierwszej Lihi: 2004, 2011
- wicemistrz Pierwszej Lihi: 2001
- brązowy medalista Pierwszej Lihi: 2008